# Comté de Peak Downs
Le comté de Peak Downs était une zone d'administration locale dans l'est du Queensland en Australie.
Le comté comprenait les villes de :
- Capella ;
- Tiery.

Il a fusionné avec les comtés de Bauhinia, de Duaringa et d'Emerald pour former la région des Central Highlands en mars 2008.